# Martin-Église
Martin-Église est une commune française située dans le département de la Seine-Maritime en région Normandie.

## Géographie

### Hydrographie
La commune est située dans le bassin Seine-Normandie. Elle est drainée par l'Arques, l'Eaulne, la Varenne et un bras de l'Eaulne,,.
L'Arques, d'une longueur de 67 km, prend sa source dans la commune de Gaillefontaine, à une altitude de 204 m (le cours d'eau porte alors le nom de rivière de la Béthune) et se jette  dans la Manche à Dieppe, après avoir traversé 24 communes. 
L'Eaulne, d'une longueur de 45 km, prend sa source dans la commune de Mortemer et se jette  dans l'Arquesen limite des communes d'Arques-la-Bataille et de [la commune, après avoir traversé 19 communes. Les caractéristiques hydrologiques de l'Eaulne sont données par la station hydrologique située sur la commune. Le débit moyen mensuel est de 3,34 m3/s. Le débit moyen journalier maximum est de 10,1 m3/s, atteint lors de la crue du 4 février 2021. Le débit instantané maximal est quant à lui de 10,2 m3/s, atteint le 23 janvier 2018.
Un plan d'eau complète le réseau hydrographique : le plan d'eau 1 de la commune de Martin église (2,47 ha),.

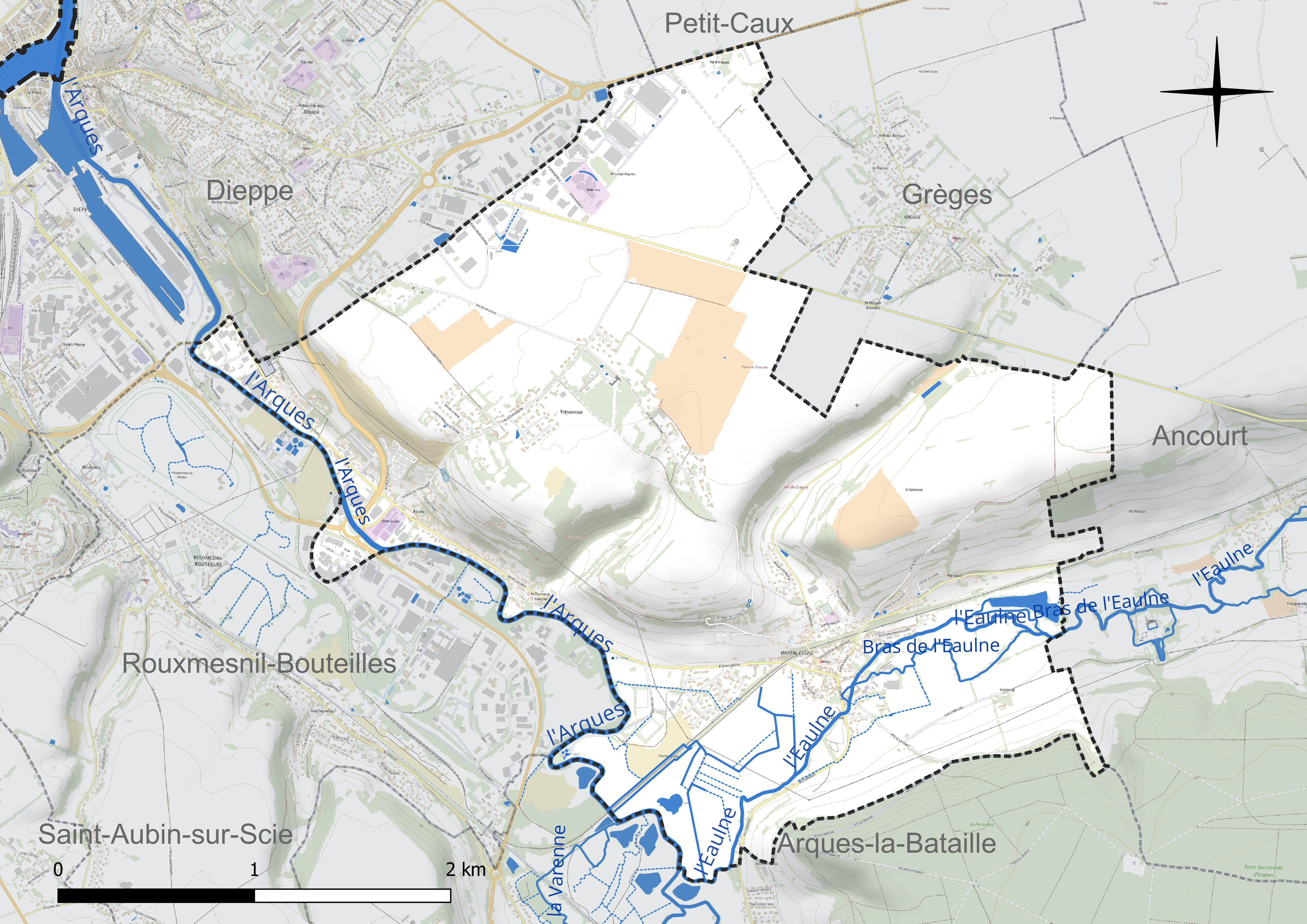
Réseau hydrographique de Martin-Église.

### Climat
Pour des articles plus généraux, voir Climat de la Normandie et Climat de la Seine-Maritime.
En 2010, le climat de la commune est de type climat océanique altéré, selon une étude du CNRS s'appuyant sur une série de données couvrant la période 1971-2000. En 2020, Météo-France publie une typologie des climats de la France métropolitaine dans laquelle la commune est exposée à un climat océanique et est dans la région climatique Côtes de la Manche orientale, caractérisée par un faible ensoleillement (1 550 h/an) ; forte humidité de l’air (plus de 20 h/jour avec humidité relative > 80 % en hiver), vents forts fréquents. Parallèlement le GIEC normand, un groupe régional d’experts sur le climat, différencie quant à lui, dans une étude de 2020, trois grands types de climats pour la région Normandie, nuancés à une échelle plus fine par les facteurs géographiques locaux. La commune est, selon ce zonage, exposée à un « climat maritime », correspondant au Pays de Caux, frais, humide et pluvieux, légèrement plus frais que dans le Cotentin.
Pour la période 1971-2000, la température annuelle moyenne est de 10,8 °C, avec une amplitude thermique annuelle de 13,3 °C. Le cumul annuel moyen de précipitations est de 882 mm, avec 13,1 jours de précipitations en janvier et 8,3 jours en juillet. Pour la période 1991-2020, la température moyenne annuelle observée sur la station météorologique la plus proche, située sur la commune de Dieppe à 5 km à vol d'oiseau, est de 11,3 °C et le cumul annuel moyen de précipitations est de 805,2 mm,. Pour l'avenir, les paramètres climatiques de la commune estimés pour 2050 selon différents scénarios d'émission de gaz à effet de serre sont consultables sur un site dédié publié par Météo-France en novembre 2022.

## Urbanisme

### Typologie
Au 1er janvier 2024, Martin-Église est catégorisée commune rurale à habitat dispersé, selon la nouvelle grille communale de densité à sept niveaux définie par l'Insee en 2022.
Elle appartient à l'unité urbaine de Dieppe, une agglomération intra-départementale regroupant cinq  communes, dont elle est une commune de la banlieue,,. Par ailleurs la commune fait partie de l'aire d'attraction de Dieppe, dont elle est une commune de la couronne,. Cette aire, qui regroupe 62 communes, est catégorisée dans les aires de 50 000 à moins de 200 000 habitants,.

### Occupation des sols
L'occupation des sols de la commune, telle qu'elle ressort de la base de données européenne d’occupation biophysique des sols Corine Land Cover (CLC), est marquée par l'importance des territoires agricoles (81,8 % en 2018), en diminution par rapport à 1990 (85,7 %). La répartition détaillée en 2018 est la suivante : 
terres arables (44,6 %), prairies (28,5 %), zones urbanisées (9,1 %), zones industrielles ou commerciales et réseaux de communication (8,4 %), zones agricoles hétérogènes (4,9 %), cultures permanentes (3,8 %), forêts (0,7 %). L'évolution de l’occupation des sols de la commune et de ses infrastructures peut être observée sur les différentes représentations cartographiques du territoire : la carte de Cassini (XVIIIe siècle), la carte d'état-major (1820-1866) et les cartes ou photos aériennes de l'IGN pour la période actuelle (1950 à aujourd'hui).

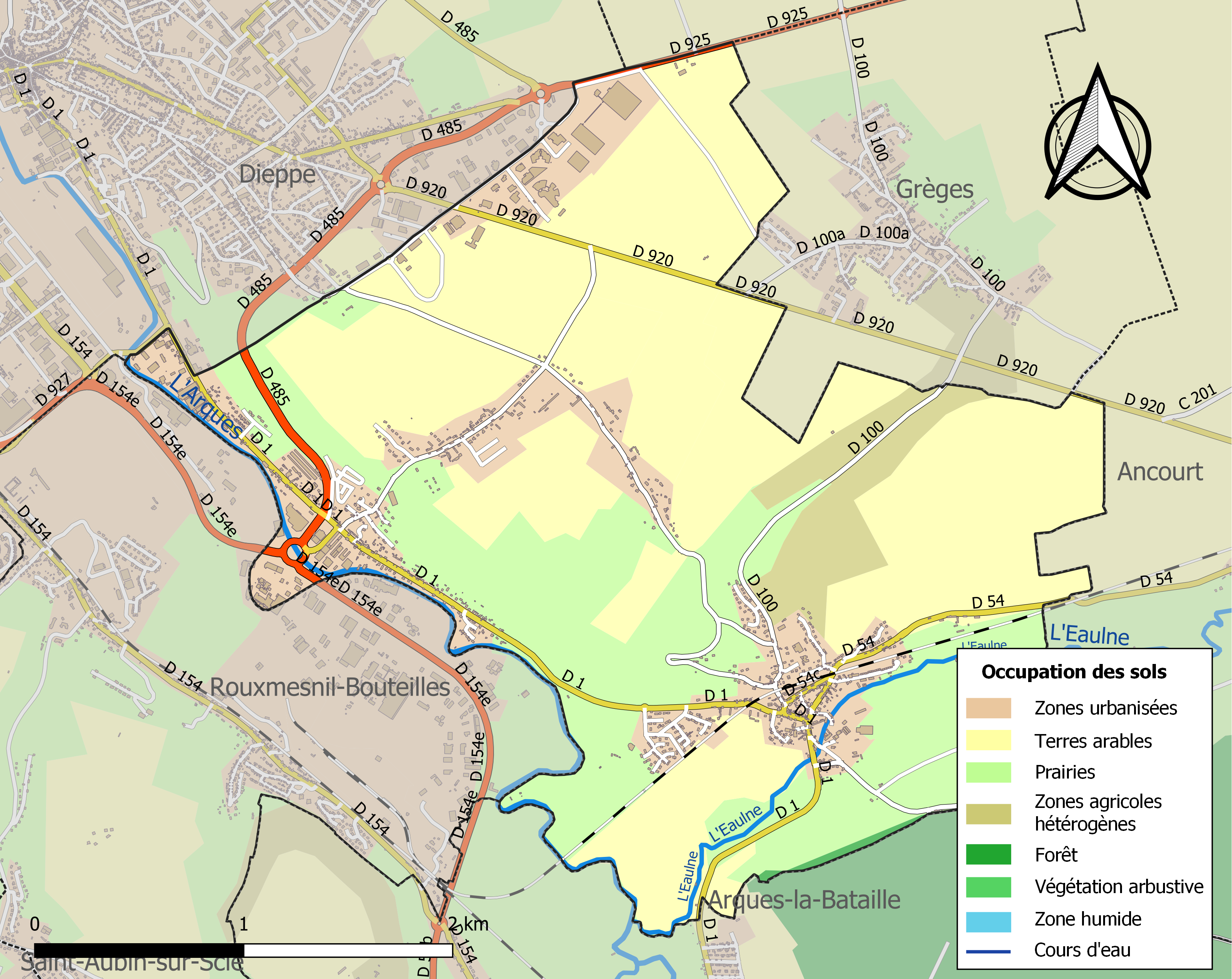
Carte des infrastructures et de l'occupation des sols de la commune en 2018 (CLC).

## Toponymie
Le nom de la localité est attesté sous la forme Martini ecclesia en 875.
Du nom romain Martinus et ecclesia « église ».
Martin-Église devient avec Étran en 1829 : Saint-Martin-Église et redevient Martin-Église en 1867.
Martin se trouve être un hagiotoponyme caché.

## Histoire
Henri IV et le duc de Mayenne se sont affrontés à Martin-Église à l'occasion de la bataille d'Arques qui s'est déroulée dans les prairies situées sur les territoires d'Arques-la-Bataille et de Martin-Église.

## Politique et administration
| Période                                  | Période                    | Identité                                                    | Étiquette | Qualité                                               |
| ---------------------------------------- | -------------------------- | ----------------------------------------------------------- | --------- | ----------------------------------------------------- |
| Les données manquantes sont à compléter. |                            |                                                             |           |                                                       |
|                                          | 1902                       | Gustave Jean Désiré Laboulais                               |           | Agriculteur                                           |
| 1903                                     |                            | Delabre                                                     |           |                                                       |
| 1904                                     | 1932                       | Henri Gaston Philippe de Sainte-Marie d'Agneaux (1858-1932) |           | Marquis de Sainte-Marie d'Agneaux                     |
| juin 1995                                | mai 2020                   | Gill Geryl                                                  | DVD       | Vice-président de CA de la Région Dieppoise (2014 → ) |
| mai 2020,                                | En cours (au 10 août 2020) | Alain Maratrat                                              |           | Directeur d’agence bancaire retraité                  |

## Démographie
L'évolution du nombre d'habitants est connue à travers les recensements de la population effectués dans la commune depuis 1793. Pour les communes de moins de 10 000 habitants, une enquête de recensement portant sur toute la population est réalisée tous les cinq ans, les populations de référence des années intermédiaires étant quant à elles estimées par interpolation ou extrapolation. Pour la commune, le premier recensement exhaustif entrant dans le cadre du nouveau dispositif a été réalisé en 2007.

En 2022, la commune comptait 1 595 habitants, en évolution de +1,72 % par rapport à 2016 (Seine-Maritime : +0,35 %, France hors Mayotte : +2,11 %).
| 1793 | 1800 | 1806 | 1821 | 1831 | 1836 | 1841 | 1846 | 1851 |
| ---- | ---- | ---- | ---- | ---- | ---- | ---- | ---- | ---- |
| 280  | 302  | 286  | 327  | 502  | 518  | 509  | 466  | 435  |

| 1856 | 1861 | 1866 | 1872 | 1876 | 1881 | 1886 | 1891 | 1896 |
| ---- | ---- | ---- | ---- | ---- | ---- | ---- | ---- | ---- |
| 427  | 504  | 517  | 505  | 481  | 513  | 540  | 513  | 556  |

| 1901 | 1906 | 1911 | 1921 | 1926 | 1931 | 1936 | 1946 | 1954 |
| ---- | ---- | ---- | ---- | ---- | ---- | ---- | ---- | ---- |
| 588  | 576  | 642  | 664  | 659  | 646  | 730  | 791  | 846  |

| 1962 | 1968 | 1975  | 1982  | 1990  | 1999  | 2006  | 2007  | 2012  |
| ---- | ---- | ----- | ----- | ----- | ----- | ----- | ----- | ----- |
| 963  | 942  | 1 093 | 1 185 | 1 167 | 1 331 | 1 460 | 1 477 | 1 527 |

| 2017  | 2022  | - | - | - | - | - | - | - |
| ----- | ----- | - | - | - | - | - | - | - |
| 1 587 | 1 595 | - | - | - | - | - | - | - |

## Culture locale et patrimoine

### Lieux et monuments
- Monastère Sainte-Marie de Thibermont, communauté de sœurs augustines. Ce monastère de sœurs hospitalières, fondé à Dieppe au XVIIe siècle est à l'origine de la congrégation des Augustines de la Miséricorde de Jésus.
- Église Saint-Martin.

### Personnalités liées à la commune
- Jacques Thiout est un artiste peintre né à Martin-Église le 1er juillet 1913 et mort à Boulogne-Billancourt en 1971. Il a participé à tous les grands Salons parisiens (Salon d'Automne, des Indépendants, Comparaisons, Peintres Témoins de leur temps, etc.), il a exposé aussi à New York et ses œuvres sont dans plusieurs musées de France.
- Agnès Valois est une infirmière et religieuse décorée pour des faits ayant eu lieu durant la Seconde Guerre mondiale et habitant à Martin-Église de 1968 à sa mort en 2018.

### Héraldique
| Armes de Martin-Église | Les armes de la commune de Martin-Église se blasonnent ainsi : écartelé, le coupé en chevron, d'or et d'azur à un chevron écartelé à l'identique, accompagné de 3 fers de lance versés, le tout de l'un en l'autre. |